# Joan Doxípater
Joan Doxípater (en llatí Joannes Doxipater o Doxopater, en grec Δοξίπατρος o Δοξόπατρος), fou un escriptor o retòric grec probablement del segle xi, que va escriure un comentari sobre Aftoni. Aquesta obra fou publicada per primer cop el 1509, i ocupa 400 pàgines. Conté llargues citacions de Plató, Tucídides, Diodor de Sicília, Plutarc i de diversos Pares de l'Església. Sembla que deriva d'anteriors comentaristes d'Aftoni. Es titula Ὁμιλίαι εἰς Ἀφθόνιον. Una altra obra similar del mateix autor sota el títol Προλεγόμενα τῆς ῾ῥητορικῆς esmenta com a viu a l'emperador Miquel V el Calafat que va morir el 1042.